# Macdomel
Macdomel ist eine Siedlung im Quarter (Distrikt) Laborie im Süden des Inselstaates St. Lucia in der Karibik. 2015 hatte der Ort 106 Einwohner.

## Geographie
Die Siedlung liegt an der Ostgrenze von Laborie zum Quarter Vieux Fort im Hinterland. Die langgezogene Siedlung liegt im Tal der Grande Rivière de l’Anse Noire. Im Umkreis liegen die Siedlungen Banse (NW), Maganier (NO), Catin und Augier (O), Pomme (SO), H’Erelle (S), Gentil und Beyar.
| Banse  | Banse                                       | Maganier     |
| Beyar  | Kompassrose, die auf Nachbargemeinden zeigt | Catin Augier |
| Gentil | H’Erelle                                    | Pomme        |

## Klima
Nach dem Köppen-Geiger-System zeichnet sich Macdomel durch ein tropisches Klima mit der Kurzbezeichnung Af aus.